# Pandorina kutija (album)
Pandorina kutija posljednji je studijski album hrvatskog skladatelja, tekstopisca i glazbenika Dina Dvornika, koji izlazi 2008. g.
Objavljuje ga diskografska kuća Dancing Bear, sadrži deset skladbi, a njihovi producenti su Dino Dvornik i Srđan Sekulović.
Kao gosti na albumu sudjeluju Davor Gobac, Ivica Krajač, Simo Mraović, Srđan Sekulović, Željko Banić i drugi. Album donosi nekoliko uspješnica, "Iden ća ka i moj ćaća", "Hipnotiziran", "Pelin i med", "Nadahnuće" i "Sretan Božić, sretna Nova godina". 
Materijal za album sniman je od 2005. do 2008. godine u suradnji s izdavačkom kućom "Dancing Bear". Izlazak albuma najavio je singl "Hipnotiziran", koji je objavljen u ljeto 2008. godine. Singl se odmah nakon objavljivanja našao na vrhu top ljestvica, dok je sama promocija bila i njegova posljednja. Zajedno s albumom objavljena je i knjiga pod nazivom "Kralj funka", koja sadrži brojne fotografije iz obiteljskog albuma Dvornikovih.
Dino Dvornik snimio je videospotove za skladbe: "Iden ća ka i moj ćaća", "Hipnotiziran", "Pelin i med", "Nadahnuće", "Sretan Božić, sretna Nova godina" i "Shlapa".
Dino Dvornik 2009. za ovaj album dobiva prestižnu hrvatsku diskografsku nagradu, Porin, u kategorijama, album godine, najbolji pop album, najbolje likovno oblikovanje, najbolji video broj i životno djelo.
Dino Dvornik je bio nominiran i za pjesmu godine, najbolju mušku vokalnu izvedbu, najbolju vokalnu suradnju, najbolji aranžman, najbolju produkciju i najbolju snimku.

## O albumu
Tragična smrt Dina Dvornika ostavila je materijal za album nedovršenim (osam skladbi). Međutim, suradnici koji su radili na albumu završavaju posao onako kako su to najbolje znali. Na uvodnoj skladbi "Iden ća ka i moj ćaća" Dino Dvornik zvuči kao da ju je posvetio svojim korijenima, dok je "Zašto mi radiš to" pristojna skladba koja naginje stilovima popa i funka. Album sadrži i rutinske house skladbe "Ideja" i "Nadahnuće", te klasičnu rock baladu "Pelin i med". Omot albuma je također zanimljiv jer se može složiti u Pandorinu kutiju. Pandorina kutija također je dostupna i na staroj gramofonskoj ploči (vinil). Na svakoj strani nalazi se po pet skladbi, a objavljena je u ograničenom broju.

## Promocija
Promocija albuma Pandorina kutija održana je u 29. studenog 2008. godine u zagrebačkom klubu Saloon, na kojoj su uz suprugu Danijelu, kćer Ellu i brata Deana Dvornika, prisustvovali i brojni Dinovi prijatelji.
Promociji je prisustvovao i rock glazbenik Davor Gobac koji je zajedno s Dinom u duetu otpjevao skladbu Sretan Božić, sretna Nova godina. Gobac navodi kako su ovom skladbom dok su je zajedno pisali ustvari ispričali dio svoje životne priče.

## Popis pjesama
1. "Iden ća ka i moj ćaća" - 3:54
  - Dino Dvornik – Vjeran Mišurac
2. "Hipnotiziran" - 3:51
  - Srđan Sekulović – Srđan Sekulović
3. "Ideja " - 4:20
  - Dino Dvornik – Dino Dvornik / Ivica Krajač
4. "Više ili manje" - 4:09
  - Srđan Sekulović / Dino Dvornik – Srđan Sekulović
5. "Pelin i med" - 3:49
  - Srđan Sekulović / Dino Dvornik – Srđan Sekulović
6. "Zašto mi radiš to" - 3:36
  - Dino Dvornik – Danijela Dvornik
7. "Nadahnuće" - 4:03
  - Željko Banić - Željko Banić
8. "Ljubav do boli" - 4:24
  - Dino Dvornik – Simo Mraović / Dino Dvornik
9. "Sretan Božić, sretna Nova godina (feat. Davor Gobac)" - 4:50
  - Dino Dvornik / Zoran Jaeger-Jex  – Davor Gobac / Dino Dvornik
10. "Hipnotiziran (Rene aka Maker & Jan Peters remix)" - 5:58
  - Srđan Sekulović – Srđan Sekulović - Renato Radečić / Janko Prester

### Predgovor albuma
U predgovoru albuma Dino je 11. siječnja 2008. godine u Zagrebu napisao:
- …ako netko misli da je ovo zezanje (seks, drugs and rock'n'roll), nadam se, ovo je misija!!! Pandorina kutija – ispričana svakodnevica jednog života, jednog mog pogleda (osvrta, kritike, ljubavi, hvale i gorčine), smisao života i svrha postojanja. Kada se već otvorila Pandorina kutija, odnosno, kad sam se rodio i kad sam već osjetio prostor, svemir i život… onda neka bude u znaku istine, stvarno stanje… Neka nas osjećaji, ugoda, zadovoljstva, pozitiva miluju, a mi ćemo je jedan drugome prenosit', nesvjesni tog čina. I kad se to sabere u jedno, U TO!!! Nešto što će ostat' I KAD NAS NE BUDE!.[6]

## Izvođači i produkcija
- Produkcija i aranžmani - Dino Dvornik, Srđan Sekulović, Željko Banić
- Asistent ton majstor - Ognjen Sremac
- Glazba - Dino Dvornik, Srđan Sekulović, Željko Banić
- Tekstovi - Dino i Danijela Dvornik, Sekulović, Banić, Gobac, Mraović, Mišurac, Krajač
- Tonski snimio i miksao - Srđan Sekulović / NLO Studio, Zagreb
- Mastering i dodatni miks vokala - Miro Vidović / Morris Studio, Zagreb

## Vanjske poveznice
- discogs.com - Dino Dvornik - Pandorina kutija